# Primera "D" (Uruguay)
Este artículo trata sobre el Campeonato Uruguayo de cuarto escalón disputado desde 1972 hasta 1978. Para el resumen de todos los torneos de cuarta categoría realizados, véase Cuarta categoría de fútbol en Uruguay
La Primera División "D" fue un torneo de cuarta división del fútbol uruguayo, organizado por la Asociación Uruguaya de Fútbol. El campeonato surgió como cuarta categoría del sistema de ligas del fútbol uruguayo en 1972, como una continuación de la antigua Divisional Extra, y duró hasta 1978. Los campeones ascendían a la Primera "C".

## Historia
La Primera "D" fue un torneo de cuarto y último escalón, sustituyendo en 1972 a la Divisional Extra. 
En la primera edición participaron 11 equipos: 6 sobrevivientes de la Extra de 1971 (Basáñez, Ipiranga, Lavalleja, Unión Vecinal y Villa Teresa), los 3 equipos que habían ascendido desde la "Divisional de ascenso a la Extra" (Boca Juniors, El Puente y Huracán) y 3 nuevos equipos recién afiliados (Cabrera, Cooper y Puerto Nuevo).  
El torneo se disputó durante 7 ediciones desde 1972 hasta 1978. En 1979 la categoría fue absorbida por la Primera C, y todos los equipos que estaban participando en Primera D pasaron a integrarse a la C.

## Historial de participantes
En el total de las siete temporadas disputadas participaron en la competición veintitrés equipos que a continuación se listan alfabéticamente:
- Albion Football Club
- Club Atlético Basáñez
- Club Atlético Boca Juniors de Montevideo
- Club Social y Deportivo Cabrera
- Club Canillitas del Uruguay
- Club Social y Deportivo Cooper
- Club Social y Deportivo El Puente
- Expreso "E"
- Centro Cultural y Social Fraternidad
- Huracán Football Club
- Club Social y Deportivo Lavalleja
- Ipiranga
- Iriarte
- Club Sportivo Italiano
- Manzanares
- Marconi Fútbol Club
- Club Oriental de Fútbol
- Club Atlético Platense
- Puerto Nuevo de Montevideo
- Unión Vecinal
- Club Atlético Villa Teresa
- Universidad Mayor Fútbol Club
- Vanguardia

## Campeones

### Títulos por año
| Primera "D"    |                |                | |
| Año            |                | Campeón        | Otros ascensos a la "C" |
| 1972           |                | Basáñez        | Huracán |
| 1973           |                | El Puente      | - |
| 1974           |                | Lavalleja      | El Puente |
| 1975           |                | Villa Teresa   | Huracán |
| 1976           |                | Cooper         | - |
| 1977           |                | Platense       | - |
| 1978           |                | Huracán        | |
| Desintegración | Desintegración | Desintegración | Albion, Cabrera, Canillitas, El Puente, Expreso "E", Fraternidad, Lavalleja, Oriental, Sportivo Italiano, Universidad Mayor y Vanguardia |

Detalles de los torneos disputados:
1972- Basáñez fue el primer campeón de la divisional. Por otra parte, Huracán, Manzanares y Cabrera debieron disputar un repechaje conjuntamente con el último equipo de la Divisional C (Marconi) por el segundo ascenso o la permanencia. Huracán finalizó primero del cuadrangular y obtuvo el segundo ascenso, mientras Marconi descendió y disputó la Primera D de 1973.
1973- El torneo contó con doce equipos pues se afilió Fraternidad y se disputó en dos series. El Puente ascendió como campeón. Villa Teresa y Lavalleja disputaron el repechaje C-D sin lograr el ascenso, por la C compitieron Iriarte (permaneció) y Huracán (descendió).
1974- Para esa temporada se desafiliaron Cabrera, Manzanares y Unión Vecinal, lo que dejó al torneo con nueve equipos. Lavalleja ascendió como campeón, mientras que El Puente y Boca Juniors jugaron un repechaje con los dos últimos de la C. Como resultado del mismo El Puente ascendió a la C, mientras tanto descendió Iriarte-Nuevo París.
1975- El torneo contó con diez equipos, pues se afiliaron Oriental y Sportivo Italiano y se desafilió Puerto Nuevo. Villa Teresa fue el campeón y logró el ascenso. En el repechaje Huracán del Paso de la Arena logró nuevamente el ascenso, Cooper se mantuvo en la categoría, mientras que descendieron Platense y Lavalleja.
1976- El campeonato se disputó en dos series siendo Cooper campeón. 
1977- El torneo contó con trece equipos pues se afiliaron Cabrera, Expreso "E", Universidad Mayor y Vanguardia; mientras que se desafiló Iriarte. Huracán del Paso de la Arena nuevamente participó al descender desde la C el año anterior. Platense fue el campeón y ascendió a la C. Su lugar fue ocupado el año siguiente por Canillitas que descendió desde esa categoría.
1978- En esta última temporada el torneo contó con once clubes dado que se afilió Albion y se desafiliaron Boca Juniors, Ipiranga y Marconi. Huracán obtuvo el último torneo de esta categoría, pero todos los equipos obtuvieron el ascenso, ya que en una reestructura del fútbol uruguayo la Primera D fue absorbida por la Primera C.

### Títulos por equipo
| Club         | Títulos | Años Campeón |
| ------------ | ------- | ------------ |
| Basáñez      | 1       | (1972)       |
| El Puente    | 1       | (1973)       |
| Lavalleja    | 1       | (1974)       |
| Villa Teresa | 1       | (1975)       |
| Cooper       | 1       | (1976)       |
| Platense     | 1       | (1977)       |
| Huracán      | 1       | (1978)       |